# Dositej Obradović
Dositej Obradović, właściwie Dimitrije Obradović (ur. 17 lutego 1742, zm. 7 kwietnia 1811 w Belgradzie) – serbski pisarz, myśliciel i moralista. Czołowy przedstawiciel serbskiego oświecenia. Założyciel Uniwersytetu Belgradzkiego.

## Życiorys
W młodości złożył śluby zakonne w jednym z monasterów Fruškiej gory, jednak rozczarowany życiem mniszym zbiegł z niego. Celem zdobycia wiedzy, rozpoczął podróże po świecie. W ciągu blisko czterdziestu lat, przewędrował niemal całą Europę i część Azji, zdobywając praktyczną znajomość kilkunastu języków obcych. Szczególny wpływ na jego światopogląd miały pobyt na górze Athos, na Korfu, w Dalmacji oraz studia matematyczne, przyrodnicze i filozoficzne w Wiedniu, Lipsku i Halle. W czasie podróży angażował się również w działalność dyplomatyczną, starając się zdobywać poparcie Zachodu dla serbskich wystąpień antytureckich.
Powrócił do Belgradu na zaproszenie Jerzego Czarnego i został ministrem edukacji w jego rządzie. W swoich licznych pismach moralistyczno-wychowawczych krzewił kult oświaty oraz propagował idee racjonalizmu. Jako tłumacz przyswajał literaturze serbskiej dzieła wybitnych europejskich pisarzy oraz filozofów europejskich jego epoki. W 1808 roku założył pierwszą serbską uczelnie wyższą Velika Škola.
Był prekursorem serbskiej literatury świeckiej, skierowanej do szerokich warstw społecznych. Jest autorem autobiografii Život i priključenija Dimitrija Obradovića... (wyd. I część 1783, II 1788) oraz dzieł, w których propagował swoje poglądy: Sovjeti zdravago razuma (1784), Basne (1788), Etika (1804). Zainspirował reformę językową przeprowadzoną przez Vuka Karadžicia.

## System poglądów
Dositej Obradović nie stworzył jednolitego systemu poglądów filozoficznych, inspirowany z jednej strony myślą zachodnioeuropejskiego Oświecenia, z drugiej zaś – filozofią bizantyjską. W swoim programie Obradović zawarł elementy filozofii późnobizantyjskiej (XIV-XV wiek), jak również wzywał Serbów, by "udali się po nauki do szkół zachodnioeuropejskiego racjonalizmu". Nie krytykował jednak prawosławia jako takiego i podkreślał swoją wiarę w Boga i jego dobroć (chociaż występował przeciwko nadużyciom mnichów Serbskiego Kościoła Prawosławnego); zdaniem Vladety Jeroticia jego wiara była bliska deizmowi, czy nawet panteizmowi.
Jego działalność była obiektem krytyki współczesnych i późniejszych działaczy związanych z Serbskim Kościołem Prawosławnym. Władyka Czarnogóry Piotr II Petrowić-Niegosz, uznając talent literacki Obradovicia, zarzucił mu brak szacunku dla tradycji serbskiej kultury ludowej, a jego teksty określił jako "heretyckie i bezbożne". W 1842 jeden z biskupów serbskich zwrócił się do patriarchy konstantynopolitańskiego ze skargą na poglądy Obradovicia, co doprowadziło do obłożenia jego publikacji klątwą kościelną. Równie negatywnie odnosił się do działalności Obradovicia serbski metropolita karłowicki Stefan, który dostrzegał w zachodnich ideach niebezpieczeństwo dla prawosławia. W XX wieku obszerne teksty nt. Dositeja Obradovicia publikował metropolita Amfilochiusz (Radović), kontrastując jego postać ze św. Sawą. Obradović został w tekstach metropolity ukazany przede wszystkim jako okcydentalista i przedstawiciel "filozofii rozumu", a przez to niemal heretyk.